# Robert y Léon Morane
Los hermanos Morane, Robert (✰ París, 10 de marzo de 1886; ✝ París, 28 de agosto de 1968) y 
Léon Morane (✰ París, 11 de abril de 1885; ✝ París, 09 de octubre de 1918), fueron dos hermanos franceses, inventores y pioneros de la aviación.

## Biografía
Léon Morane demostró su interés por la mecánica desde la infancia, creando triciclos motorizados de 1,75 CV y que tiraban de una pequeña carretilla en la que se sentaba su hermano Robert. Obtuvo su título de piloto (con el número 54) el 19 de abril de 1910, habiendo obtenido récords de velocidad y distancia pilotando un avión Blériot.
Tras un grave accidente en octubre de 1910, Léon recibió la visita de su amigo de infancia Raymond Saulnier, y un año después, creó con él la Société Anonyme des Aéroplanes Morane-Saulnier el 10 de octubre de 1911 que tenía como piloto de pruebas a su hermano Robert Morane.
Tras la muerte de Léon, víctima de la gripe española el 19 de octubre de 1918, su hermano Robert asumió el control de la empresa y continuó desarrollando el negocio en el ramo del transporte aéreo durante la década de 1930, creando una compañía que se llamaría Air Union y que más tarde se tranformaría en Air France.

## Galería

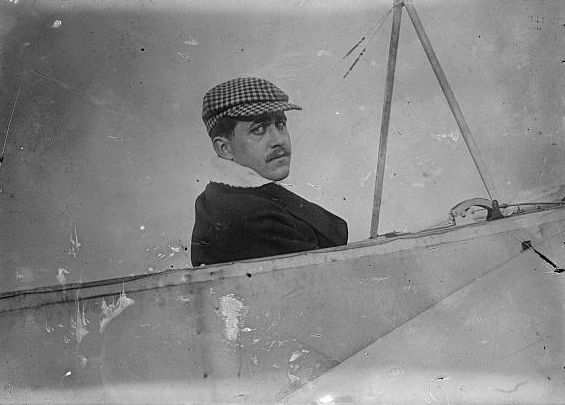
Léon Morane
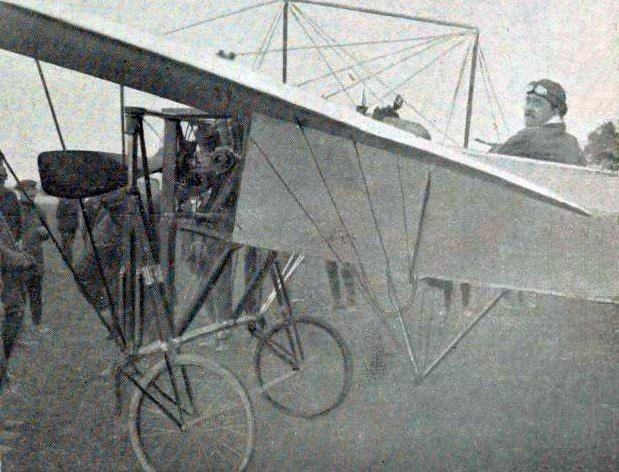
Léon Morane en un modelo Blériot durante la Semaine de Champagne, en julio de 1910.
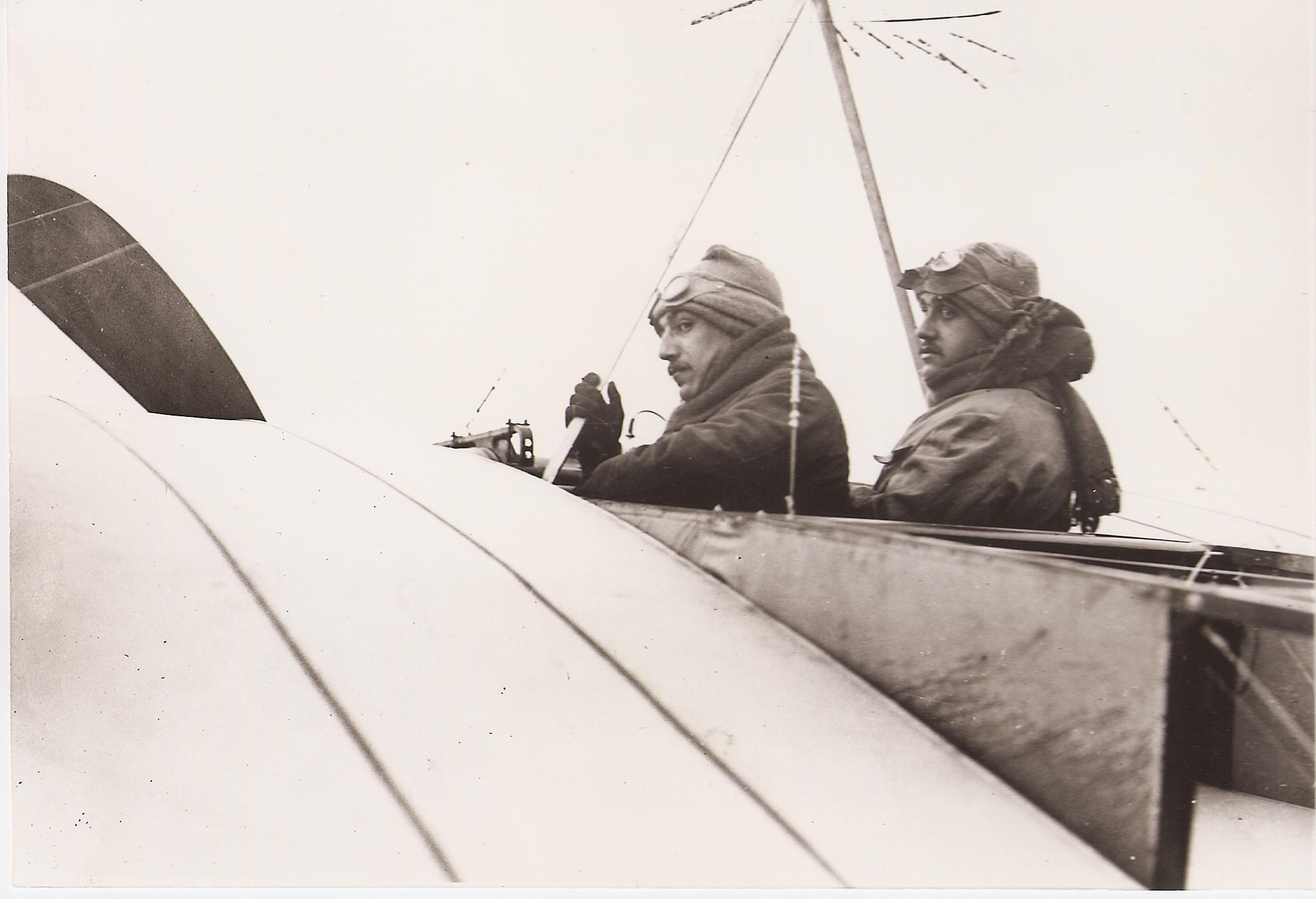
Robert y Léon Morane en la salida del Grand Prix Michelin de 1910.
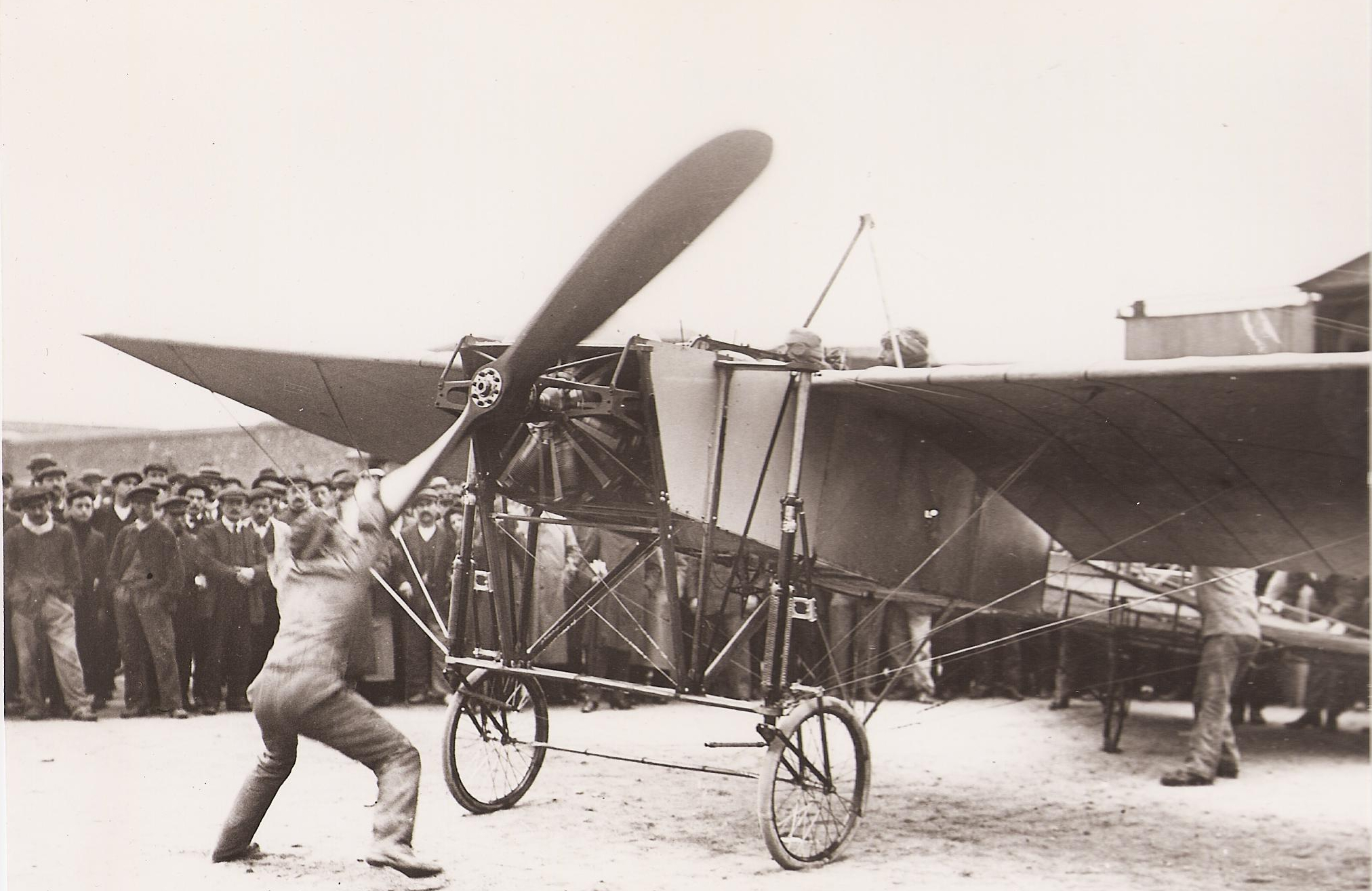
Puesta en marcha del aeroplano en el Grand Prix Michelin.
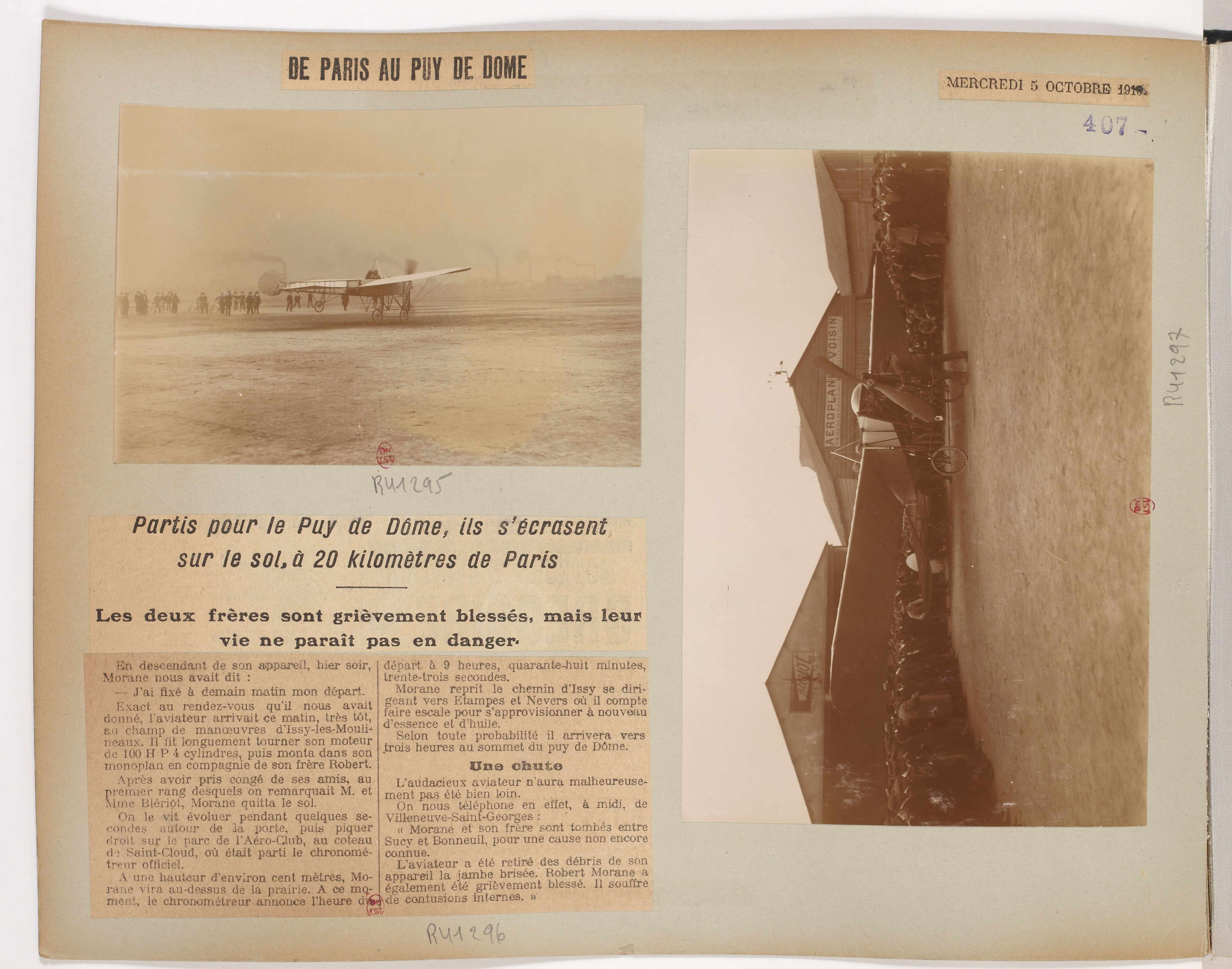
Imagen del Grand Prix Michelin.
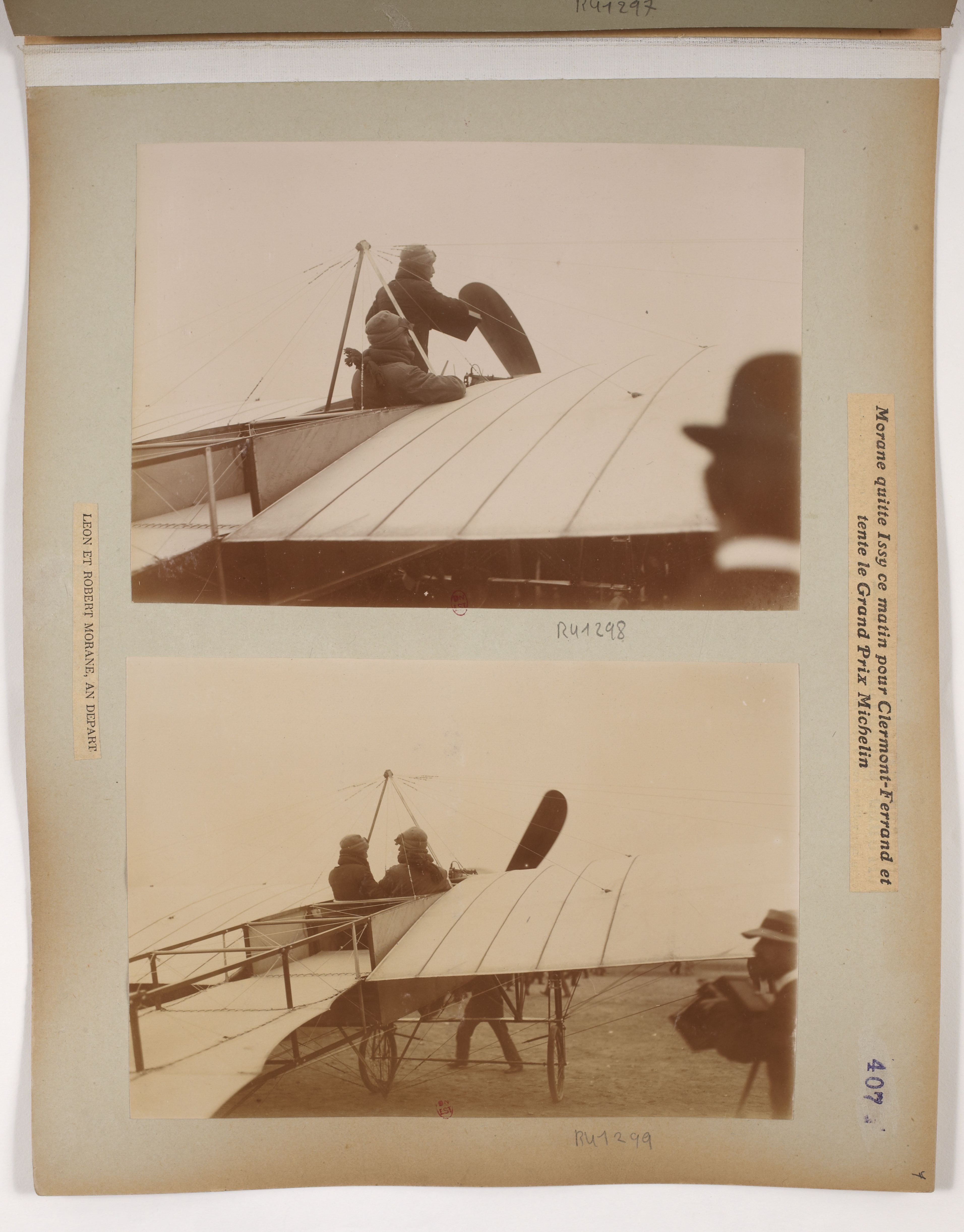
Grand Prix Michelin.
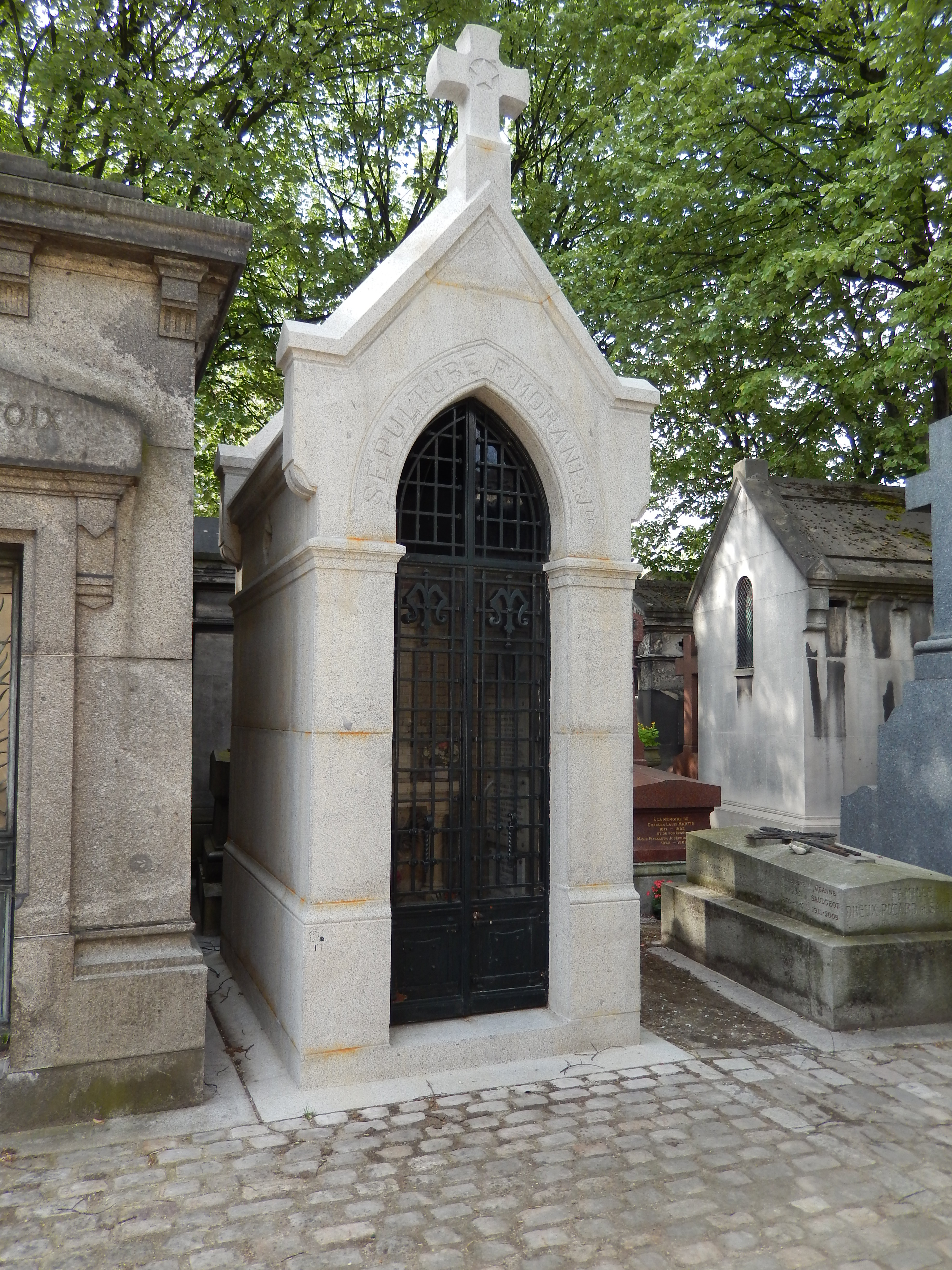
Tumba de Léon y Joseph Morane